# Astrid Vollenbruch
Astrid Vollenbruch (* 20. Juli 1964 in Aachen) ist eine deutsche Autorin. Unter dem Pseudonym Sophie Matuschka schrieb sie zusammen mit einer weiteren Autorin die Romane zu den Kinofilmen der drei ???.

## Leben
Sie wuchs in Meerbusch bei Düsseldorf auf und studierte Anglistik und Keltologie in Bonn. Später schulte sie zur Verlagskauffrau um, arbeitete danach aber überwiegend als Sekretärin. Mittlerweile widmet sie sich ausschließlich dem Schreiben von Büchern. Sie lebt in Königswinter.

## Werke

### Die drei???
Den im Jahr 2000 erschienenen Band Labyrinth der Götter schrieb sie als Co-Autorin gemeinsam mit André Marx. Von 2005 bis 2010 schrieb sie in unregelmäßigen Abständen eigenständig für die Jugendbuchserie Die drei ???; unter ihren Werken befindet sich auch der Jubiläumsband 150, Geisterbucht. Zudem übersetzte sie die amerikanischen Romane House of Horrors von Megan und H. William Stine und High Strung von G. H. Stone, die im April 2011 in einer Top Secret Edition der drei ??? erschienen. Für die beiden Verfilmungen Das Geheimnis der Geisterinsel und Das verfluchte Schloss verfasste sie unter dem Pseudonym Sophie Matuschka zusammen mit einer Autorin, die ihren Namen nicht veröffentlichen wollte, die Romane zum Film. Nachdem sie bereits mehrmals von einer „???-Pause“ gesprochen hatte, verkündete sie am 22. April 2012 ihren offiziellen Ausstieg aus dem Autoren-Team, offiziell da sie „in eine andere Richtung unterwegs“ sei und einen Schlussstrich ziehen möchte. 2013 gab sie bekannt, dass sie die Zusammenarbeit mit dem Verlag beendet habe.
| Folgen-Nr.     | Titel                          | Jahr | ISBN                   |
| -------------- | ------------------------------ | ---- | ---------------------- |
| 122            | … und der Geisterzug           | 2005 | ISBN 978-3-440-11692-0 |
| 127            | Schwarze Madonna               | 2005 | ISBN 978-3-440-11694-4 |
| 128            | Schatten über Hollywood        | 2005 | ISBN 978-3-440-11696-8 |
| 132            | Spuk im Netz                   | 2006 | ISBN 978-3-440-11697-5 |
| 137            | Pfad der Angst                 | 2007 | ISBN 978-3-440-11702-6 |
| 139            | Das Geheimnis der Diva         | 2008 | ISBN 978-3-440-11708-8 |
| 150            | Geisterbucht                   | 2010 | ISBN 978-3-440-12144-3 |
| Roman zum Film | Das Geheimnis der Geisterinsel | 2007 | ISBN 978-3-440-11391-2 |
| Roman zum Film | Das verfluchte Schloss         | 2009 | ISBN 978-3-440-11922-8 |

### Einhornzauber / Im Bann des Nebels / Über die Nebelbrücke
Des Weiteren schrieb sie ihre eigene Fantasyreihe Einhornzauber, die sich vor allem an Pferdeliebhaberinnen richtet. Am 15. März 2012 kündigte sie an, dass die Serie weitergeführt werden solle, jedoch nicht mehr wie bisher im Kosmos-Verlag erscheinen werde. Im November 2012 legte sie nach, dass sie derzeit keinen neuen Verlag für die Weiterführung habe und nicht wisse, ob sie die Serie zukünftig noch Einhornzauber nennen dürfe. Gleichzeitig hatte der Kosmos-Verlag die bisherigen Bücher als Trilogie unter dem Namen Im Bann des Nebels neu aufgelegt.
Im Februar 2013  kündigte sie an, die Bücher künftig unter dem Titel Über die Nebelbrücke zu veröffentlichen und den Titel des ersten Buches zu ändern, da die Rechte für Einhornzauber beim Kosmos-Verlag liegen. Aktuell (Dezember 2014) sind nur die Im Bann des Nebels-Bände sowie das vierte Einhornzauber-Buch im Handel erhältlich. Im Dezember 2014 veröffentlichte sie die fünfte und sechste Geschichte von Über die Nebelbrücke bei Amazon als E-Book im Eigenverlag, nachdem sie die Rechte von Kosmos zurückerhalten hatte. Die siebte Geschichte Seelendieb ist im Januar 2015 als E-Book und gedrucktes Buch ebenfalls im Eigenverlag erscheinen. Band 8 und 9 wurden bereits angekündigt.
| Einhornzauber                       | Im Bann des Nebels             | Über die Nebelbrücke                 |
| ----------------------------------- | ------------------------------ | ------------------------------------ |
| 1: Über die Nebelbrücke (2007)      | 1: Der Schwur (2012)           | 1: Das schwarze Einhorn              |
| 2: Die weißen Schwestern (2007)     | 1: Der Schwur (2012)           | 2: Die weißen Schwestern             |
| 3: Die zerbrochene Stadt (2007)     | 2: Der ewige Bund (2013)       | 3: Die zerbrochene Stadt             |
| 4: Das Volk im Kristall (2008)      | 2: Der ewige Bund (2013)       | 4: Das Volk im Kristall              |
| 5: Die Vögel des Feuers (2008)      | 3: Die Insel der Könige (2013) | 5: Die Vögel des Feuers (2014)       |
| 6: Die Insel der Nebelkönige (2009) | 3: Die Insel der Könige (2013) | 6: Die Insel der Nebelkönige (2014)  |
| –                                   | –                              | 7: Seelendieb (2015)                 |
| –                                   | –                              | 8. Das Geheimnis von Chiarron (2018) |
| –                                   | –                              | 9. Die Königin der Falken (2020)     |
| Anmerkungen: 1. 2.                  |                                |                                      |

### Rabenzeit
Seit 2014 veröffentlicht Vollenbruch eine Buch-Serie mit dem Namen Rabenzeit. Die Geschichte ist eine „epische, erwachsene High Fantasy“ und spielt in der gleichen Welt wie Über die Nebelbrücke, jedoch mit anderen Charakteren. Vollenbruch betont, dass dieses Buch „definitiv KEIN Jugendbuch“ ist. Die über 5.000 Seiten sollen nacheinander in acht Teilen und einem Anhang bei Amazon als E-Book veröffentlicht werden. Darüber hinaus kann man ein gedrucktes Buch auf der Website Vollenbruchs bestellen.
Bisher erschienen:
- Rabenzeit 1: Rebellen – Insel am Rande der Welt. Innenwelten Verlag 2015

### Weitere Werke
- Protzmuskel und die sieben Nymphen: Ein Märchen (Eigenverlag, 2014, E-Book)